# Лубанов, Абрам Рувимович
Абрам Рувимович Лубанов (1888, Свержень, Могилёвская губерния — 20 августа 1973, Ленинград) — еврейский религиозный и общественный деятель, главный раввин Ленинграда с 1943 года.

## Биография
Происходил из семьи любавических хасидов. Юность Абрама Лубанова и годы обучения в хасидской иешиве пришлись на время наивысшей терпимости в еврейском религиозном мире, что отразилось на формировании его мировоззрения.
Приехал в Ленинград в 1929 году. Жил в здании синагоги, где числился сторожем, но фактически являлся помощником раввина.
В 1942 году был арестован, но вскоре освобождён. Пережил блокаду Ленинграда. В 1942 назначен главным раввином Ленинградской хоральной синагоги — первым после смерти в 1936 году раввина Менделя Глускина.
В 1949 году был вновь арестован по политическим мотивам, несколько месяцев содержался под стражей в следственном изоляторе «Кресты», где из-за религиозных убеждений объявил голодовку и добился того, чтобы ему разрешили ежедневно получать из дома передачи с кошерной пищей. После осуждения и отбытия наказания в тюрьме в Новочеркасске был освобождён по амнистии и вернулся в Ленинград в 1953 году, где вновь приступил к исполнению обязанностей главного раввина.
Проявлял полную лояльность ко всем группам верующих, у которых пользовался абсолютным доверием и непререкаемым авторитетом. При нём в общине не было ни острых конфликтов, ни хищений. По воспоминаниям современников, был редким бессребреником и, довольствуясь небольшим жалованьем от общины, отдавал нуждающимся плату за совершение обрядов и пожертвования, до получения квартиры в Московском районе Ленинграда проживал с женой и двумя дочерьми в небольшой комнате в здании синагоги.

С 1970 года не покидал своего дома (ему ампутировали ногу), но оставался духовным лидером общины. В сложных жизненных ситуациях к нему приходили на Суд Торы, хотя официально это было запрещено.
Михаил Бейзер в своей книге «Евреи в Петербурге» описывал его так:
Высокий, седой, с волевым мраморным лицом и каким-то особенным, проникновенным взглядом, он умел так расположить простых людей, что те проникались доверием и делились с раввином своими бедами, просили совета. Его имя и сейчас овеяно легендами в среде верующих.
Похоронен на старом участке еврейского кладбища рядом с Домом прощания.